# Stiller Kamerad
Stiller Kamerad ist ein Dokumentarfilm von Leonhard Hollmann. Der Film erzählt von zwei traumatisierten Soldaten und einer Soldatin.

## Inhalt
In dem Dokumentarfilm „Stiller Kamerad“ geht es um Soldaten der Bundeswehr, die nach ihren Kriegseinsätzen an posttraumatischer Belastungsstörung (PTBS) erkrankt waren. Diese löste bei den Patienten ausgeprägte Angstzustände aus. Herkömmliche Therapien halfen nicht. So kamen drei Soldaten dazu auf einem Brandenburger Hof eine Therapie mit Pferden zu beginnen, die dann letztlich auch erfolgreich war.

## Filmfestivals
Stiller Kamerad feierte seine Weltpremiere bei den Internationalen Hofer Filmtagen 2017. Dort war er für den Dokumentarfilmpreis GRANIT nominiert. Weitere Festivals waren das Kasseler Dokumentarfilm- und Videofest (Wettbewerb GOLDENER SCHLÜSSEL), das Filmfestival Max Ophüls Preis, das Internationale Dokumentarfilmfestival München (nominiert für den Student Award), das Unabhängige FilmFest Osnabrück, das exground Filmfest in Wiesbaden und das Equus Filmfest 2018 in New York.

## Filmpreise
Stiller Kamerad gewann 2018 den Studio Hamburg Nachwuchspreis (Eberhard-Fechner-Preis) in der Kategorie „Bester Dokumentarfilm“. Die Jury begründete ihre Entscheidung wie folgt: „Frei von einer formelhaften Formatsprache nähert sich der klassisch beobachtende Film einem auf den ersten Blick unspektakulären Thema. Die therapeutische Behandlung von traumatisierten Bundeswehrangehörigen mit Hilfe von Pferden wird in Bildern von einer soghaften Ruhe erzählt. Es gelingt dem Filmemacher den Protagonisten ungewöhnlich nah zu kommen. Ein herausragender Dokumentarfilm, der die Zuschauer mit vielen neuen Erkenntnissen und unvergesslichen, berührenden Bildern konfrontiert.“
Auf dem EQUUS Film Festival in New York wurde der Film mit dem Horses-Helping-Humans-Award ausgezeichnet.

## Filmkritiken
„Stiller Kamerad ist ein sehr besonderer Film, weil er sich und seinen Protagonisten enorm viel Zeit lässt und in die Tiefe erzählt.“ Tom Gorbauch, Allgemeine Zeitung Wiesbaden
"Nichts für „mal nebenbei“, sondern etwas für einen Kinoabend." Chris Ostermann, FilmFestSpezial Arthouse-Filmmagazin
„Mit einfachen Mitteln entwickelt Leonhard Hollmann einen unaufgeregt-eindringlichen Dokumentarfilm, dem das große Vertrauen der Protagonisten zum Filmemacher deutlich anzumerken ist.“ Christian Horn, programmkino.de